# یوتا ایناگاکی
یوتا ایناگاکی (انگلیسی: Yuta Inagaki؛ زادهٔ ۸ ژانویهٔ ۱۹۹۲) بازیکن فوتبال اهل ژاپن است.